# 前田瀬奈
前田 瀬奈（まえだ せな、1996年8月17日 - ）は、日本の女優、歌手、声優。血液型はA型。身長は153cm。日本芸術高等学園卒業。

## 略歴
幼少期より舞台作品やCMに出演。その後、ミュージカルを中心に活動。
2014年、日本芸術高等学園フラダンス部メンバーとしてフラガールズ甲子園に出場し、最優秀賞 文部科学大臣賞を受賞。
2021年3月31日よりアイドルユニット『ウラノスノポルタ』のメンバー「朝陽せな」として活動。

## 出演

### 映画
- 美しき女豹（2010年）
- 日輪の遺産（2011年）

### テレビドラマ
- 新撰組 PEACE MAKER（2010年、毎日放送、TBS）

### 舞台
- ご存知!夢芝居一座 大笑い!さくら＆まこと劇団奮闘記（2006年10月、帝国劇場）ゆかり 役
- Musical in TOKYO No4「舞台裏の幸福」（2009年4月、池袋公会堂）
- HIROSE PROJECT LIVE vol.7「あの星空に未来を描け!」（2009年9月、ラゾーナ川崎プラザソル）エミル 役
- HIROSE PROJECT LIVE vol.8「虹の向こうに続く道」（2010年4月）伊福部ミユキ 役
- メリッサのゆりかご ジルの監獄（2010年8月）
- HIROSE PROJECT LIVE vol.9「One Night Magician」（2010年10月）星川ナオ 役
- HIROSE PROJECT LIVE vol.10「いつか見上げた青い空」（2011年4 - 5月）レニ 役
- アーラェアンゲリー的「十五少女漂流記」（2012年4月）相沢静 役
- girls museum presents「Short Sweet Story 芸術の秋編」（2012年5月）
  - 「魔法少女に憧れて」美香 役
- A´companyプロデュース公演第七弾「RONDO －ロンド－―The Cords of Love―」（2012年8月）
- 郡司企画 ミュージカル「チャンス☆2012」（2012年10 - 11月）斉藤恵子 役
- girls museum presents「Short Sweet Story 芸術の秋編」（2012年11月）
- アーラェ アンゲリー主催舞台第4弾「探偵少女きな子〜禁断のジュエル〜」（2013年2月）
- 北島三郎特別公演2013（2013年3 - 4 月）まつり娘 役
- 劇団めがばのしっぽ旗揚げ公演 「アリスのいる部屋」（2013年12月）
- 劇団めがばのしっぽ第二回公演 「DOOR」（2014年2月）
- メガバックスコレクション「55Avの戦慄」（2014年5月）
- HIROSE PROJECT LIVE vol.17.5「いつか素敵なシネマのように」（2015年1月）五十嵐あんず 役
- girls museum presents「Short Sweet Story バレンタイン編」（2015年2月）
  - 「盲目くわいえっと」まこ 役
  - 「秘めごとバレンタイン」飛後流言 役
  - 「とっておきのチョコのお話」ケイコ 役
- HIROSE PROJECT LIVE vol.19.5「不良少年と天使の恋の唄」（2016年1月）安藤夏妃 役
- メガバックスコレクション「Stay of Execution」（2016年2月）葉月 役
- ブロードウェイミュージカル「hair spray JR.」（2016年9月）主演・トレイシー・ターンブラット 役
- ミュージカル座「サイト」（2018年3月）ボンビーガール 役
- ミュージカル座「ひめゆり」（2018年7月）トミ 役
- 狐ノ屋台（2018年）
- ミュージカル座「スター誕生」（2019年1月）ミーちゃん 役
- ミュージカル座「ハートスートラ」（2019年5月）
- ミュージカル座「ひめゆり」（2019年7月）もも 役
- ミュージカル座「ひめゆり」（2021年3月）トミ 役

### 吹き替え

#### テレビドラマ
- イ・サン第1〜4話（2009年、NHK-BS2）ソン・ソンヨン 役

#### 映画
- ターザン2
- メロディ・タイム

### CM
- サントリー、BOSS
- ザ・バーデン大島（ナレーション）
- 日本テレコム
- ジョンソン&ジョンソン
- ライジンググループ
- 佐川急便　e-collect
- 山本化学工業（ナレーション）

#### ラジオCM
- 花王、バブ
- クレディセゾン、セゾンカード
- パナソニック、GOPAN

#### Web CM
- 日本郵便、101人の年賀状WEB
- NTTドコモ、西野カナ×NTTDOCOMOWEB

### その他
- 光村教育図書国語教材PV
- キヤノンPV